# Mary Cowden Clarke

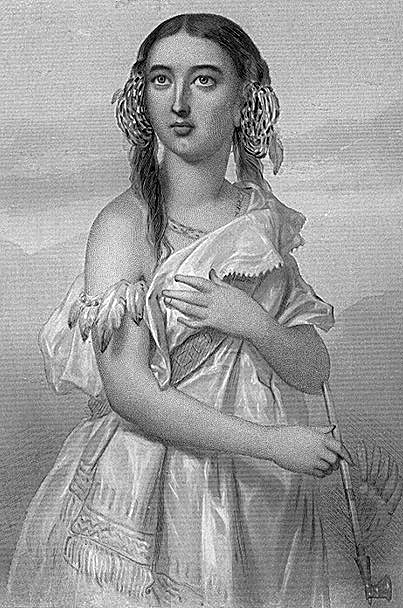
Il·lustració de Pocahontas feta per Mary Cowden Clarke el 1883

Mary Victoria Cowden Clarke, de soltera, Novello (Londres, 22 de juny de 1809 – Gènova (Itàlia) 12 de gener de 1898) fou una escriptora anglesa, autora de la Concordance to Shakespeare, que es publicà a Londres el 1845 i de diverses aportacions crítiques a la interpretació de l'obra shakespeariana.
Filla gran del compositor i organista Vincent Novello i Mary Sabilla Hehl, durant els seus primers anys va poder conèixer a la casa familiar diverses personalitats de les arts i les lletres que formaven part del cercle literari i artístic del seu pare, entre les quals John Varley, Copley Fielding, Joshua Cristall, Charles i Mary Lamb, Leigh Hunt, Coleridge i John Keats. Va adquirir gran part del seu gust per la literatura de Mary Lamb, que li va donar classes de llatí i lectura poètica. I també va poder conèixer aleshores els seus Tales from Shakespeare, una edició infantil dels contes de Shakespeare editats pels germans Lamb (1807).
Després d'estudiar en una escola a Boulogne-sur-Mer, França, i ja de retorn a Anglaterra, va treballar durant poc temps com a institutriu. Va publicar sota les inicials MH algunes composicions pròpies. Al 1828 es va casar amb l'historiador literari Charles Cowden Clarke. Charles Lamb va dedicar al matrimoni la seva Serenata per a dues veus.
L’any següent Mary Cowden Clarke va començar la seva valuosa Concordança sobre Shakespeare. La compilació li va ocupar dotze anys i finalment es va publicar en divuit lliuraments mensuals (1844-1845), i en forma de volum el 1845 com La concordança completa de Shakespeare (The Complete Concordance to Shakespeare, being a Verbal Index to all the Passages in the Dramatic Works of the Poet). L'obra millorava i venia a substituir el Copious Index to... Shakespeare (1790) de Samuel Ayscough i el Complete Verbal Index... (1805-1807) de Francis Twiss. El pròleg s’obre amb una declaració sobre l'admiració pel «geni de mentalitat més universal que ha viscut mai, de tots els autors».
El novembre de 1847 i gener de 1848, Cowden-Clarke va interpretar a la senyora Malaprop en tres produccions amateur de The Rivals. Aquestes representacions teatrals privades van conduir a una introducció a través de Leigh Hunt de Charles Dickens, que la va convèncer per actuar a la companyia amateur que, sota la seva direcció, va fer representacions a Londres i diverses ciutats en suport de l'establiment d'una custòdia perpètua de la casa natal de Shakespeare a Stratford-on-Avon.
Mentrestant, Cowden-Clarke va escriure diversos assajos sobre l'obra shakespeariana. Un petit volum titulat Shakespeare Proverbs, o the Wise Saws of our wisest Poet collected into a Modern Instance van aparèixer el 1848 i entre 1850 i 1852 es van publicar, en tres volums, una sèrie de quinze contes sota el títol general de The Girthood of Shakespeare Heroines. Les aportacions de Clarke a la literatura crítica i la interpretació de l'obra shakespeariana van ser àmpliament reconeguts.
El 1856, els Cowden-Clarke van deixar Anglaterra definitivament per viure a Niça i després de 1861 a Gènova, on Charles Cowden-Clarke va morir el 1877. El 1896 Mary Cowden Clarke va publicar una autobiografia titulada My Long Life. Va morir a Gènova, el 12 de gener de 1898, als 89 anys.
Col·laborà amb el seu marit en diversos treballs, i sola va escriure, a més de la ja esmentada Concordance to Shakespeare, les obres següents:
- The Girthood of Shakespeare Heroines (1850)
- The Iron Consin (1854)
- World-Noted Women (1850)

- A Companion to Longfellow's "Hiawatha.": The Song of Drop O' Wather, A London Legend (pseud. Harry Wandsworth Shortfellow) (1856)
- Florence Nightingale (1857)
- World-noted women; or, Types of womanly attributes of all lands and ages. (1858)
- The Life and Labours of Vincent Novello (1864)
- The Shakespeare Key (1875);
- Honey from the Weed (verses, 1881)
- Memorial Sonnets (1888)

- My Long Life; An Autobiogrphy (1896)
- Letters to an Euthusiast; Being a Series of Letters addressed to Robert Balmauno, Esq. of New York, 1850-61, que es publicaren a Chicago el 1902.